# Karol Hodytz
Karol Hodytz (1806 – 1892) byl český hudební skladatel.

## Život
Byl v Praze učitelem hudby. Okolo roku 1862 přesídlil do Košic, kde pokračoval v pedagogické a skladatelské činnosti. Zasloužil se rozvoj hudební kultury na východním Slovensku.

## Dílo
- 6 symfonií
- Koncertní předehra
- Smyčcová kvarteta
- Písně
- Klavírní skladby

V roce 1856 byla jedna z jeho skladeb zařazena do alba věnovaného ke stříbrné svatbě císaři Ferdinandu I.